# 클라우스 킹켈
클라우스 킹켈(독일어: Klaus Kinkel, 1936년 12월 17일 ~ 2019년 3월 4일)은 독일의 공무원, 변호사, 자유민주당 정치인이다. 법무장관(1991년 ~ 1992년), 외무장관(1992년 ~ 1998년)을 지내왔으며, 1993년부터 부총리를 겸하였다.
외무장관으로서 1990년대의 유고슬라비아 전쟁 동안에 잔학이 일어나는 것을 끝내는 뚜렷한 태도를 취하였고, 구유고슬라비아 국제형사재판소의 창립을 제안하였다.

## 어린 시절
의사의 아들로, 바덴뷔르템베르크주 메칭겐의 로마 가톨릭교회 신자 가문에서 태어났다. 튀빙겐, 본, 쾰른의 대학교들에서 법학을 전공하고, 튀빙겐에서 첫 법학 시험을 치고, 슈투트가르트에서 두 번째 시험을 마친 후에 1964년 법학석사 학위를 취득하였다.

## 공무원 경력
킹켈은 처음에 바덴뷔르템베르크 주의 공무원으로서 고용되었다가, 1968년에는 연방 정부의 내무부에 들어갔다. 1970년부터 1974년까지 당시 한스디트리히 겐셔 내무장관의 개인적 서기로 있다가, 결국 장관국의 국장이 되었다. 겐셔가 외무장관이 된 후에 킹켈은 외무부의 높은 직위들을 가졌다.

## 정치적 경력
연방정보부의 본부장(1979년 ~ 1982년), 연방 법무장관(1982년 ~ 1991년)을 거쳐 1991년 자유민주당의 당원이 되었다. 1991년 1월 18일부터 1992년 5월 18일까지 법무장관을 지냈고, 겐셔 외무장관이 사임하자 그 뒤를 이어 외무장관으로 1998년 10월 26일까지 있었다. 1993년 1월 21일부터 부총리를 겸하였으며, 1998년 선거에서 헬무트 콜 정부의 패배와 함께 사임하게 되었다.
1993년부터 1995년까지 자유민주당의 의장을 지내기도 하였다.

### 외무장관 재직
킹켈의 외무장관 재직 동안에 그는 발칸 전쟁에서 세르비아인들에 의하여 일으켜진 잔학을 끝내는 실질적인 성과를 이루었다. 전 유고슬라비아의 대통령 슬로보단 밀로셰비치는 네덜란드 헤이그에서 열린 자신의 재판 동안에 킹켈의 정책은 독일 외교 정책의 다년간 목표에 기초를 두었다고 청구하였다.
1992년 ICTY를 창립하는 제안을 하였고, 독일이 국제연합 안전보장이사회의 상임이사국이 되는 희망을 공고하였다.

### 국회 의원
1994년부터 2002년까지 독일 국회의 하원 의원을 지냈고, 1998년부터는 자유민주당 당파의 부의장을 겸하였는 데 바덴뷔르템베르크 주 정부에서 선출되었다. 정계를 떠난 이후에는 변호사 생활을 하였고, 박애주의 활동들에 참여했다.